# Nguyễn Xuân Yêm (tướng công an)
Nguyễn Xuân Yêm (sinh năm 1957) là một sĩ quan cấp cao của lực lượng Công an nhân dân Việt Nam. Ông là Giáo sư, Tiến sĩ mang hàm Trung tướng, nguyên là Giám đốc Học viện Cảnh sát nhân dân (2009-2018). Ngoài ra, ông là một trong những nhà Tội phạm học, Khoa học An ninh và Khoa học quản lý hàng đầu Việt Nam.

## Tiểu sử và sự nghiệp
Ông sinh ngày 2 tháng 6 năm 1957 tại xã Đồng Thịnh, huyện Sông Lô, tỉnh Vĩnh Phúc.
Ông từng là sinh viên khoa Địa lý - Địa chất Khóa 19 của Trường Đại học Tổng hợp Hà Nội, nay là Đại học Quốc gia Hà Nội.
Sau khi tốt nghiệp đại học năm 1974, ông đã được tuyển vào Viện Khoa học hình sự Công an nhân dân Việt Nam để gửi đi đào tạo giám định viên kỹ thuật hình sự tại Bộ Nội vụ Cộng hòa Dân chủ Đức.
Năm 1985, ông được cử đi nghiên cứu sinh tiến sĩ luật học tại Liên Xô, và tốt nghiệp Tiến sĩ tại Học viện Bộ Nội vụ Liên Xô vào năm 1989.
Năm 1996, ông nhận học vị Phó Giáo sư.
Năm 2002, ông trở thành Giáo sư khoa học xã hội trẻ nhất Việt Nam.
Tháng 6 năm 2005, khi đang là Phó chánh Văn phòng Ủy ban Quốc gia phòng chống ma túy của Bộ Công an, ông được điều động về giữ chức Phó giám đốc, Phó bí thư Đảng ủy Học viện Cảnh sát nhân dân.
Năm 2009, ông là Giám đốc Học viện Cảnh sát nhân dân.
Tháng 12 năm 2012, ông là Thiếu tướng, Giáo sư, Tiến sĩ, Giám đốc Học viện Cảnh sát nhân dân.
Tháng 11 năm 2014, Nguyễn Xuân Yêm là Trung tướng, Giám đốc Học viện Cảnh sát nhân dân.
Trong hai nhiệm kỳ Trung tướng GS.TS Nguyễn Xuân Yêm làm Giám đốc Học viện Cảnh sát nhân dân, Học viện hai lần được Nhà nước phong tặng danh hiệu Anh hùng lực lượng vũ trang nhân dân năm 2012 và 2018.
Ông được Thủ tướng Chính phủ bổ nhiệm làm Ủy viên Hội đồng chức danh Giáo sư Nhà nước nhiệm kỳ 2009-2014 và 2014-2019, đồng thời được cử giữ chức Chủ tịch Hội đồng chức danh Giáo sư ngành Khoa học An ninh của Bộ Công an nhiệm kỳ 2009 - 2014 và 2014 - 2019.
Sau khi kết thúc hai nhiệm kỳ làm Giám đốc Học viện Cảnh sát nhân dân, Bộ Công an, tháng 11 năm 2019 Ông được VNU mời làm Giám đốc Trung tâm nghiên cứu Khoa học quản lý và Quản trị An ninh phi truyền thống trực thuộc HSB. Đây là Trung tâm nghiên cứu Khoa học quản lý và Quản trị An ninh phi truyền thống đầu tiên ở Việt Nam, góp phần xây dựng và phát triển Đại học quốc gia Hà Nội (VNU), Khoa Quản trị và Kinh doanh (HSB), xây dựng và phát triển Khoa học quản lý và Quản trị An ninh phi truyền thống ở Việt Nam.

## Những tác phẩm chính
Ông là tác giả của những công trình hàng đầu nghiên cứu về Tội phạm học và Khoa học An ninh như:
- Quản lý nhà nước về an ninh quốc gia, trật tự an toàn xã hội. Nhà xuất bản CAND, 1999.
- Tội phạm học hiện đại và phòng ngừa tội phạm. Nhà xuất bản CAND, 2001.
- Tội phạm quốc tế những bàn tay bạch tuộc. Nhà xuất bản CTQG, 2001.
- Con nhện xám Interpol. Nhà xuất bản CAND, 1992.
- Mại dâm, ma túy, cờ bạc, tội phạm thời hiện đại. Nhà xuất bản CAND, 2001
- Dẫn độ tội phạm, tương trợ pháp lý về hình sự và chuyển giao phạm nhân quốc tế. Nhà xuất bản CTQG, 2000
- Tội phạm có tổ chức, Mafia và toàn cầu hóa tội phạm. Nhà xuất bản CAND, 2003.
- Tội phạm kinh tế thời mở cửa. Nhà xuất bản CAND, 2004.
- Phòng chống tội phạm thời kỳ hội nhập. Nhà xuất bản CAND, 2007.
- Phòng chống tham nhũng ở Việt Nam và quốc tế. Nhà xuất bản CAND, 2008.
- An ninh kinh tế thời kỳ hội nhập quốc tế. Nhà xuất bản CAND, 2009.
- Tội phạm ở Việt Nam theo pháp luật hình sự hiện hành, Nhà xuất bản CAND, 2019.
- Tư duy mới về An ninh quốc gia, Nhà xuất bản Lý luận chính trị, 2019.

Đồng tác giả và tổng chủ biên:
- Hiểm hoạ ma tuý và cuộc chiến mới. Nhà xuất bản CAND 2002.
- Phòng ngừa thanh thiếu niên phạm tội - Trách nhiệm của gia đình, nhà trường và xã hội. Nhà xuất bản CAND 2004.
- Tệ nạn xã hội ở Việt Nam, thực trạng, nguyên nhân và giải pháp. Nhà xuất bản CAND 1999.
- Phòng chống ma túy - Những vấn đề lý luận và thực tiễn. Nhà xuất bản CAND 2003.
- Khoa học hình sự Việt Nam, 5 tập, Nhà xuất bản CAND 2013.
- Khoa học trinh sát Việt Nam, 3 tập, Nhà xuất bản CAND 2014.
- Tội phạm học Việt Nam, 3 tập, Nhà xuất bản CAND 2014.
- Khoa học Công an Việt Nam, 8 tập, Nhà xuất bản CAND 2015.
- Kỹ thuật hình sự Việt Nam, 6 tập, Nhà xuất bản CAND 2018.
- An ninh phi truyền thống trong thời kỳ hội nhập quốc tế, Nhà xuất bản CAND 2017.